# Woke Baby
Woke Baby és un meme la imatge del qual mostra una nena sostenint una pancarta dibuixada per ella mateixa amb retoladors de colors sobre un tros de cartró. La imatge fou fotografiada per Jenny Sowry la mare de la nena el 21 de gener de 2017, en una Marxa de les Dones (2017 Women's March) celebrada a Charlotte (Carolina del Nord), i en aquesta apareix el pare Sam sostenint la seva filla de 22 mesos que sosté ella un cartell amb gargots de colors. La nena havia estat veient els seus pares elaborant pancartes i decidí també fer-ne una ella amb retoladors de colors sobre un tros de cartró. La mare publicà la foto a Facebook junt amb els hashtags #inherownwords #shespeaksforherself. Shawn Lent, una antiga companya de feina i amiga de Sowry compartí aquella fotografia també, i acabà circulant mundialment per Internet i convertint-se en meme per la seva aparent frescor, originalitat i sentit artístic, donant nom al meme conegut com a #WokeBaby.
Segons explicaren els seus pares dies abans havien estat parlant als seus fills sobre la importància de la marxa, sobretot al seu fill de 9 anys amb qui havien vist la pel·lícula Selma i llegit el llibre Gracie for President, cosa que els portà a mantenir una conversa sobre les dones i la igualtat de drets. Així que decidiren que assistir a la Marxa de les dones d'aquell any 2017 seria una bona demostració i experiència, i també s'animaren a elaborar pancartes amb missatges com "All people are equal" (totes les persones són iguals) per dur-les a l'esdeveniment.
Quan estaven asseguts al terra del menjador acabant d'elaborar les pancartes, es fixaren en la filla de 22 mesos, i llavors el fill gran preguntà si la seva germana petita podria també dur una pancarta i què hauria de dir-hi. Varen estar pensant-hi quan la mare Sowry es fixà que la seva filla estava ja guixant un tros de cartró amb uns retoladors de colors. Van veure que aquells gargots expressaven de forma clara el que la filla petita volia dir així que aquella seria la seva pancarta. La filla de 22 mesos també semblà estar-hi d'acord perquè tot seguit agafà el tros de cartró i s'anà movent per la casa sostenint-lo amb els braços amunt demostrant que allò era el que volia portar el dia de la marxa.
El dia de la marxa la família es dirigí a l'esdeveniment i la mare faria la foto a la seva filla amb la pancarta. La foto llavors la publicaria a Facebook, i la seva amiga Shawn Lent la compartiria al seu mur també però amb el missatge "best sign of the day". La fotografia llavors es convertiria en viral rebent més de 12.000 m'agrades i 20.000 comparticions. Al passar a Twitter aquesta es convertiria en meme rebent el nom i hashtag de #WokeBaby. Els dies posteriors nombroses personalitats compartirien la imatge des de JK Rowling a Gwyneth Paltrow, i també molts artistes en feren noves versions de la icònica imatge, així com aparegué també a programes de televisió com Midnight with Chris Hardwick.